# Maudétour-en-Vexin
Maudétour-en-Vexin is een gemeente in het Franse departement Val-d'Oise (regio Île-de-France) en telt 177 inwoners (1999). De plaats maakt deel uit van het arrondissement Pontoise.

## Geografie
De oppervlakte van Maudétour-en-Vexin bedraagt 6,5 km², de bevolkingsdichtheid is 27,2 inwoners per km².
De onderstaande kaart toont de ligging van Maudétour-en-Vexin met de belangrijkste infrastructuur en aangrenzende gemeenten.

## Demografie
Onderstaande figuur toont het verloop van het inwonertal (bron: INSEE-tellingen).